# Rio Branco do Ivaí
Rio Branco do Ivaí is een gemeente in de Braziliaanse deelstaat Paraná. De gemeente telt 4.006 inwoners (schatting 2009).

## Aangrenzende gemeenten
De gemeente grenst aan Ariranha do Ivaí, Cândido de Abreu, Grandes Rios, Ivaiporã en Rosário do Ivaí.